# Finca

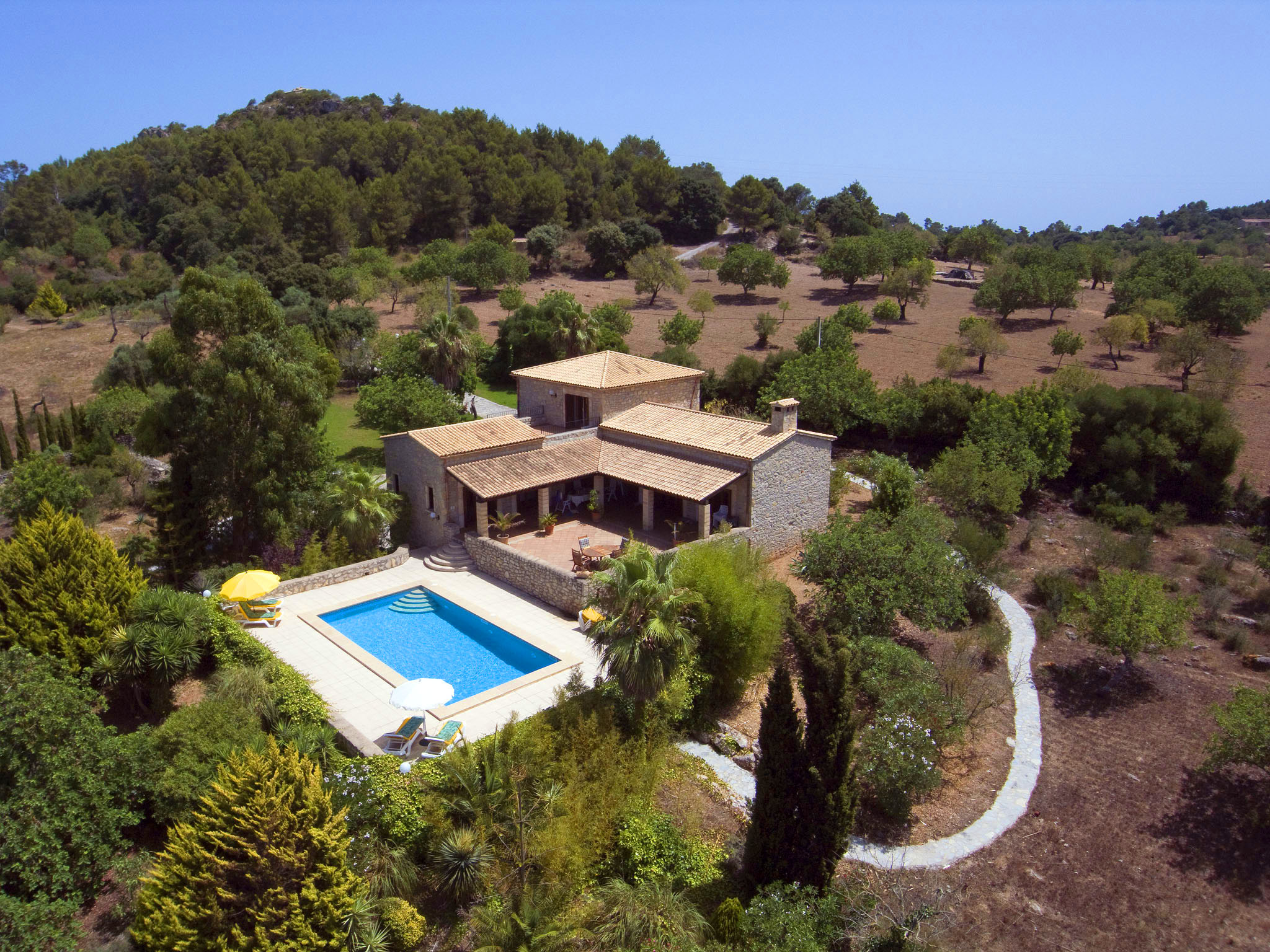
Finca rural o campestre.

Una finca, también denominada en derecho fundo o predio, es una propiedad inmueble que se compone de una porción delimitada de terreno.

## Descripción
La delimitación del terreno de una finca es llamada linde. Esta delimitación puede ser física, mediante vallas, mojones u otros sistemas, o simplemente jurídica, mediante la descripción del bien inmueble en una escritura de propiedad.
El predio representa el bien inmueble por excelencia: la tierra.
La finca ha tenido una gran importancia desde la antigüedad por su relevancia económica en las épocas previas a la industrialización, y ha sido por ello símbolo de riqueza y prosperidad. Así pues, la regulación de los bienes inmuebles ha sido muy extensa desde épocas muy antiguas. Se diferencia del inmueble ordinario por su carácter económico, ya que una finca es un inmueble que normalmente se destina para trabajar u obtener una renta de él.

## Clasificación urbanística
Con la aparición de las normativas sobre regulación urbanística, se ha limitado la capacidad del propietario a la hora de utilizar los terrenos. Por ello, se ha diferenciado en muchos casos en función del destino que se le da a la finca, y se hace distinción entre:
- Fincas rústicas: aquellas destinadas a la agricultura, ganadería, etc.[10]
- Fincas industriales: destinadas a la construcción de zonas industriales y empresariales.[11]
- Fincas urbanas: con mucha mayor capacidad de construcción, habitualmente son las de mayor valor económico y social.[12]

El cambio de una clasificación se denomina calificación urbanística, y solo puede llevarla a cabo la autoridad competente para el desarrollo del planeamiento urbanístico.

### Clasificación según su actividad
Existen diferentes tipologías de fincas rústicas en relación con la actividad económica a la que se dedican. Inicialmente se podría hacer la siguiente división: 
- Fincas agrícolas: de secano (tierras de labor de secano, frutales no cítricos, viñedos y olivares) y regadío (tierras de labor de regadío, hortalizas al aire libre, cultivos protegidos, arroz, fresón, frutales cítricos (naranja, mandarina, limón), frutales no cítricos (hueso, pepita, fruto seco, carnosos y platanera, viñedos (de mesa y de transformación) y olivares (de mesa y de transformación).
- Fincas ganaderas: de secano (prados y pastizales) y de regadío (prados).
- Fincas forestales: destinadas a la producción y comercialización de árboles, madera, productos arbóreos y todos sus derivados.
- Fincas cinegéticas: de caza mayor (jabalí, corzo, ciervo, venado, gamo, muflón…) y caza menor (conejo, codorniz, liebre, tórtolas, perdices, faisán…).